# Microsoft Publisher
Microsoft Publisher ist eine Desktop-Publishing-Software für Microsoft Windows, die das Erstellen von Druckpublikationen, E-Mail-Headlines und Produktpräsentationen ermöglicht. Im Unterschied zu Microsoft Word liegt der Fokus mehr auf der Bearbeitung von Layouts. Die erste Version erschien 1991; die letzte On-Premise-Version erschien 2021, 2024 wurde Publisher abgekündigt, der Support wird bis Oktober 2026 aufrechterhalten.

## Übersicht
Die Software ist neben Programmen wie Word, PowerPoint oder Excel in bestimmten Office-Paketen zwischen 1995 und 2021 von Microsoft enthalten.
Sie erreicht nicht die Komplexität von Adobe InDesign, QuarkXPress, Scribus oder Affinity Publisher, jedoch ist die Benutzung einfacher. Die Dateinamenserweiterung für mit Publisher erzeugte Dateien lautet pub.
Inhalte lassen sich durch Vorlagen im WYSIWYG-Verfahren schnell und einfach veröffentlichen. Dafür stehen Designsets zur Auswahl. Auch Grußkarten und Einladungen können erstellt und bearbeitet werden.
Mit dem Publisher können bis zur Version 2007 Websites erstellt, aber keine HTML-Dateien geöffnet werden. Nur mit Publisher erstellte Websites können mit dem Publisher wieder geöffnet werden, erhalten aber auch die übliche HTML-Endung. Die Funktionen zur Erstellung von Webseiten wurden mit Version 2010 entfernt. 
Publisher besitzt seit der Version 2010 eine Oberfläche mit Ribbons.

## Versionen
- 1991: Microsoft Publisher für Windows
- 1993: Microsoft Publisher 2.0
- 1995: Microsoft Publisher 3.0 für Windows 95
- 1996: Microsoft Publisher 97 (Bestandteil der Office 97 Small Business Suite 1.0, letzte Version für Windows NT 3.51)
- 1998: Microsoft Publisher 98 (Bestandteil der Office 97 SBS 2.0)
- 1999: Microsoft Publisher 2000 (auch Office 2000 SBS, auch als „Version 6“ bekannt, die letzte mit Windows 95 kompatible Version)
- 2001: Microsoft Publisher 2002 (als Office-Bestandteil „Version XP“ oder als „Version 7“ bekannt, die letzte mit Windows 98, 98 SE, ME, und NT 4.0 kompatible Version)
- 2003: Microsoft Publisher 2003 (letzte mit Windows 2000 kompatible Version)
- 2006: Microsoft Publisher 2007
- 2009: Microsoft Publisher 2010 (Einführung der Ribbon-Menüs)
- 2012: Microsoft Publisher 2013
- 2015: Microsoft Publisher 2016
- 2018: Microsoft Publisher 2019
- 2021: Microsoft Publisher 2021
- 2021: Microsoft Publisher 365